# Straturile Pământului

Structura internă cu principalele straturi ale Pământului prezentat schematic

Forma globului terestru este aproape sferică, deformarea datorându-se forței centrifuge rezultate prin mișcarea de rotație, Pământul având o formă de "geoid", adică mai bombat la ecuator și mai turtit la cei doi poli.
Astfel raza Pământului variază între 6357 și 6378 km, fiind alcătuit spre adâncime din mai multe straturi

Structura Pământului pe straturi:
1. In centrul Pământului se află "miezul" sau "nucleul Pământului" (cu grosimea de 3.471 km), de consistență fluidă, alcătuit din elemente grele (metale grele mai ales fier), unde au loc reacții atomice de fuziune în condițiile unor temperaturi și presiuni ridicate.
2. Stratul următor este "mantaua Pământului" cu grosimea de 2.900 km. Mantaua este alcătuită din roci plastice, predominând silicații și oxizii.
3. Stratul de la suprafață numit "scoarța" sau "crusta Pământului" este o crustă solidă, este stratul cel mai subțire (40 km grosime) unde domină oxizii și silicații, fiind însă îmbogățit cu unele elemente care nu se pot întâlni în mantaua Pământului.

Această structură stratificată a Pământului stă model și pentru celelalte planete din sistemul solar.

## Structură

Prezentarea tridimensională a straturilor pământului

Structura internă a pământului are caracteristica de discontinuitate sau grosimile variabile a straturilor rocilor ce pot favoriza mișcările seismice (cutremurele).

### Nucleul Pământului
1. Stratul nucleului intern situat cel mai central în interiorul Pământului întinzându-se în adâncime între 5100 și 6371 km. Nucleul Pământului este constituit dintr-un amestec solid de fier și nichel. Presiunea din acest strat atinge milioane de bari și temperaturi între 4000 și 5000 °C, temperaturi asemănătoare din petele solare. Unele ipoteze presupun că asemănător Soarelui și în centrul Pământului ar exista hidrogen comprimat sub formă solidă (având o structură metalică) care ar putea proveni ca materie primă din Soare.
2. Stratul nucleului extern fiind situat între adâncimile de 2900 și 5100 km, se află într-o stare de agregare fluidă constituit dintr-o topitură de fier și nichel care probabil conține urme de sulf și oxigen, aici fiind temperaturi de cca. 2900 °C. Această topitură metalică fiind un bun conductor electric, sub acțiunea de rotație a Pământului ar fi răspunzătoare de magnetismul terestru.

- Nucleul Pământului are 31,5 % din masa totală a Pământului și numai 16,2 % din volumul acestuia, nucleul având densitatea medie de 10 g/cm³ pe când densitatea medie a globului este de numai 5,5 g/cm³. Stratul superior al nucleului Pământului este numit zona nucleu-manta sau era numit "discontinuitatea Wiechert-Gutenberg" sau din cauza discontinuității sale numit Stratul-D (cu o grosime 200 – 300 km) fiind cercetat prin metode seismologice.

În 2010 un grup de cercetători conduși de Satoshi Kaneshima de la Universitatea Kyūshū, Japonia, au susținut că ar fi descoperit un nou strat al nucleului, descoperire care ar putea duce la dezlegarea misterelor legate de câmpul magnetic al planetei. Acest strat s-ar afla la extremitatea nucleului și ar fi format dintr-o concentrare de elemente ușoare (oxigen și sulf).

### Mantaua Pământului

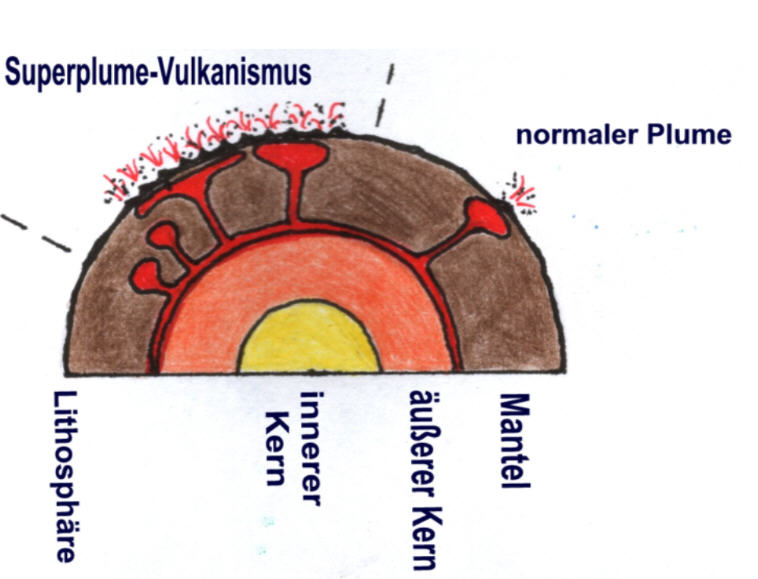
Plume

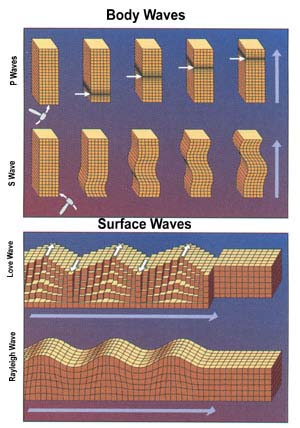
Propagarea undelor seismice

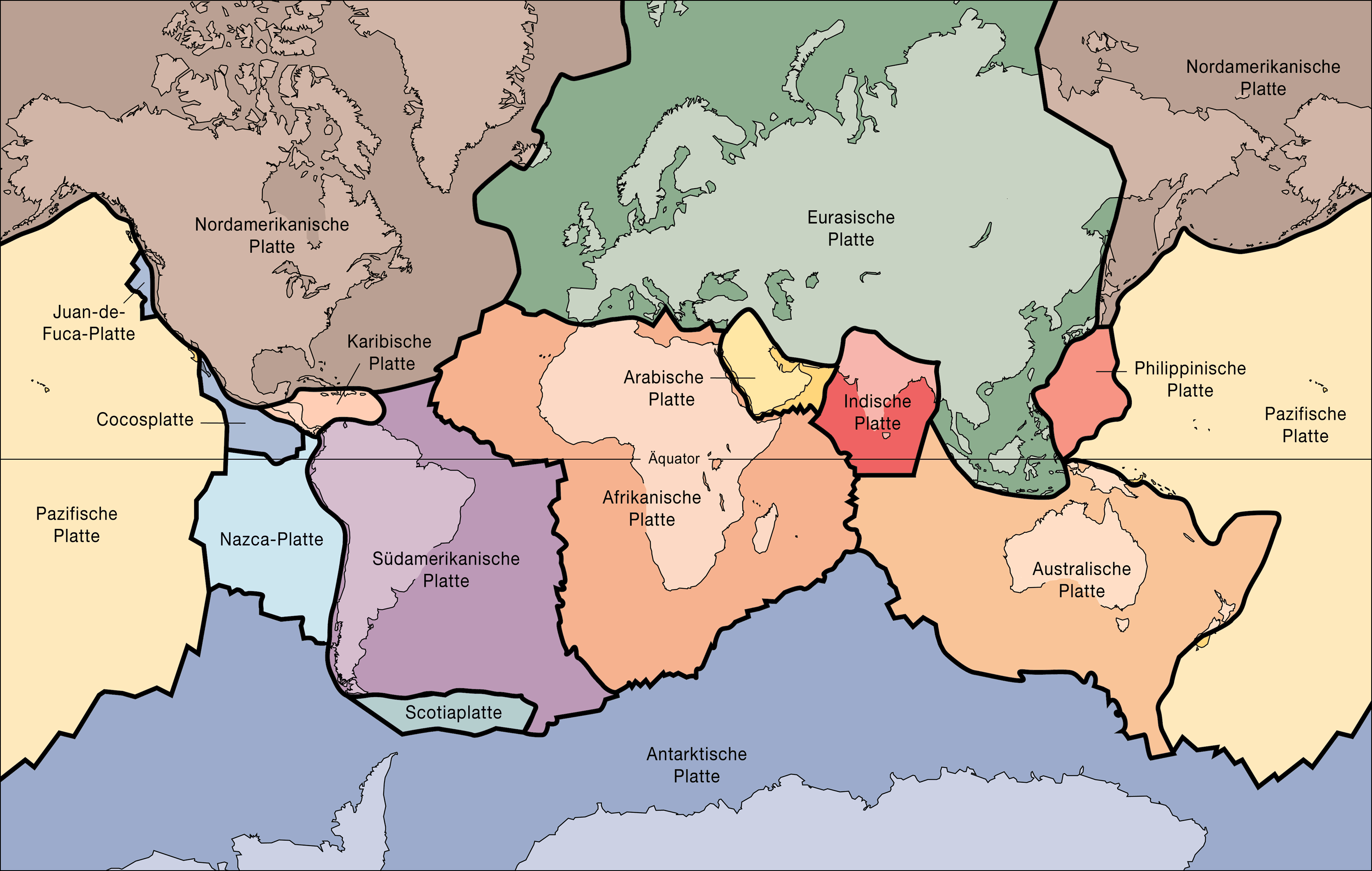
Plăcile tectonice rigide ale litosferei cu conturul continentelor

1. Mantaua internă este separată printr-o zonă de trecere de nucleu fiind caracterizată printr-o schimbare bruscă a densității de la densitatea 10 la 5 g/cm³. Cauza fiind schimbarea compoziției fierul fiind înlocuit de mineralele cu o pondere mai mare în silicați de magneziu (perowskit CaTiO3 descoperit de G. Rose în 1839), precum și a oxizilor metalici de magneziu și fier. Mantaua internă se întinde între adâncimea de 660 km și 2900 km, având o temperatură de cca. 2000 °C. Zona termică D dintre nucleu și mantaua internă este considerat Plume (zona de proveniență a magmei vulcanice).
2. Zona de trecere dintre mantaua internă și mantaua externă este situată între adâncimile de 410 și 660 km, fiind o zonă de trecere dar în același timp este considerată această zonă aparținătoare mantalei externe. Linia de delimitare a fazei de trecere este stabilită prin prezența olivinei mineralul principal din componența mantalei externe. Această schimbare a mineralelor din structură atrage după sine și schimbarea densității și viteza de propagare a undelor seismice.
3. Mantaua externă începe de la adâncimea de 410 km și se întinde spre suprafață până la granița cu scoarța terestră, având în compoziția sa mai ales peridotit, olivină și piroxeni, fiind prezente și mineralele din grupa granatelor. Mantaua externă cuprinde o zonă numită "asthenosferă" ce se întinde între adâncimile de 100 și 210 km (grec. Asthenospheră = sfera moale) prin rocile topite are o consistență moale jucând un rol important de tampon în atenuarea vitezei de propagare a undelor seismice. Prin consistența fluid-vâscoasă permite alunecarea lentă pe suprafața sa a plăcilor rigide a litosferei (mișcarea de derivă a continentelor).

- Mantaua reprezintă 1/3 din masa Pământului, cu o densitate care oscilează între 3¼ și aproape 5 g/cm³. Zona superioară a mantalei este denumită "suprafața sau zona de discontinuitate Moho" (zonă descoperită (1910) de geologul croat A. Mohorovičić) fiind zona care desparte mantaua de scoarță, caracterizată prin discontinuitatea transmiterii undelor seismice și prin schimbarea mineralelor și rocilor componente, care cauzează o schimbare bruscă a densității cu o diferență de 0,5 g/cm³ ceea ce determină o reflectare intensă a undelor seismice, detectate ușor la suprafața Pământului.

### Scoarța terestră
"Scoarța terestră" sau "litosfera" (grec. lithos = piatră) este stratul cel mai exterior al Pământului, fiind un strat rigid ce înconjoară "mantaua", fiind alcătuit din două părți mai importante foarte diferite între ele.

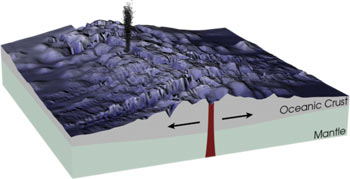
(Crăpătură în scoarță cu ieșire de lavă pe fundul oceanului) (engl. mid ocean ridges)

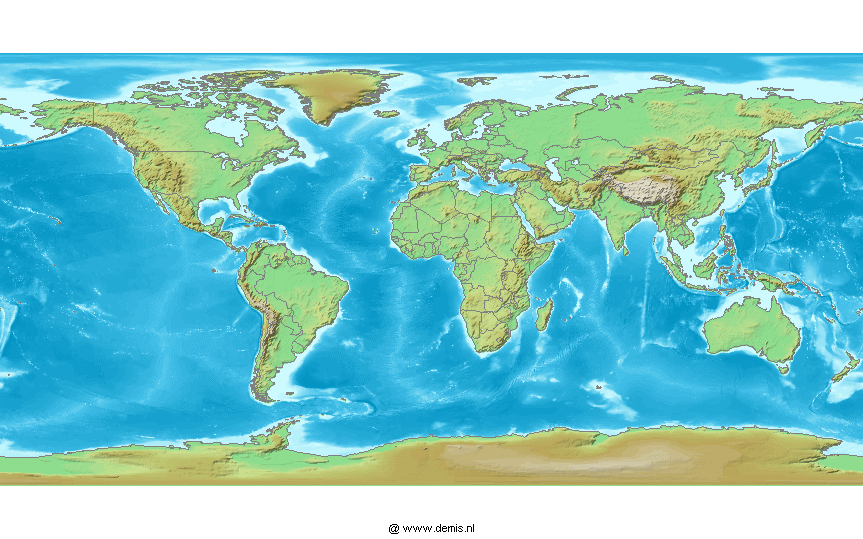
Hidrosferă

1. "Scoarța oceanică" sau marină are o grosime mică de 5 – 10 km (în comparație cu celelalte straturi terestre) fiind constituită din plăci uriașe rigide, care plutesc și alunecă încet pe "asthenosferă" (strat fluid), în zona cu crăpături sau la limita dintre două asemenea plăci, este presată magmă bazaltică din adâncime, răcindu-se ca bazalt și gabro pe fundul oceanelor astfel se produce ca pe o bandă rulantă insule noi, coastele mărilor și oceanelor fiind într-o continuă transformare. Astfel se poate explica faptul de ce țărmurile mai vechi sunt mai îndepărtate de locurile unde iese magma pe fundul mării, această vechime a rocilor se poate determina prin măsurarea polarității magnetice.
Prin mișcările plăcilor în zonele de subducțiune (încălecare) a plăcilor tectonice, plăcile aflate dedesubt ajung să fie scufundate în "manta" unde în prezența temperaturilor ridicate se retopesc.
2. Scoarța continentală este constituită din blocuri separate numite continente, asemenea scoarței oceanice și aceste plăci plutesc pe suprafața asthenosferei, locurile unde se înalță masive muntoase mari sunt scufundate prin greutatea proprie mai adânc (Izostazie o teorie în geologie de compensare a greutății). O studiere detailată arată că scoarța continentală poate fi subîmpărțită într-o scoarță rigidă de suprafață și o scoarță profundă ductilă, straturi care sunt separate prin formarea de minerale numită "zona de discontinuitate Conrad".

- Hidrosfera este stratul de apă situat deasupra scoarței oceanice
- Atmosfera este stratul gazos sau de aer al Pământului.
- Grosimea scoarței terestre variază între 30 și 60 de km cu o grosime medie de 35 km, fiind compusă în special din roci cristaline cu reprezentanții principali din grupa cuarțului, feldspatului și oxizilor metalici.
În scoarța terestră, mineralele și rocile sunt supuse unor acțiuni de transformare continuă, numită "circulația rocilor" care trec dintr-o formă în alta (roci magmatice, roci metamorfice și roci sedimentare), cu unele excepții ("terrane", roci ce ating vârsta de 3,96 miliarde de ani) aflate la marginea continentelor vechi, în general nu se pot întâlni roci ce depășesc vârsta de 200 milioane de ani.

## Cercetări
Cunoștințele despre structura internă a Pământului provin din cercetările geologice și geofizice, care folosesc metode de investigație ca de exemplu:
- Gravimetrie și izostazie (ce se ocupă cu densitatea și echilibrul static dintre roci)
- Foraje de adâncime (ce au atins în Rusia 12 km adâncime)
- Studiile de cercetare a vulcanismului
- Seismologia (studiul cutremurelor)
- Studierea meteoriților (făcând analogii)